# Pont de la Daurada
El pont de la Daurada és un antic pont que creuava la Garona a Tolosa de Llenguadoc. Unia l'hospital de Sant Jaume del burg de Sant Çupran, a la riba esquerra del riu, amb el monestir de la Daurada i l'església del mateix nom, a la riba dreta. Va ser el segon pont de maçoneria construït sobre la Garona a Tolosa, després del pont-aqüeducte construït a l'època gal·loromana al segle I.
Va ser construït a la segona meitat del segle xii en pedra i maó, però les freqüents inundacions van portar les autoritats municipals a substituir-ne gradualment les voltes de maó per bastidor de fusta, a mesura que les aigües se'ls enduien. El pont es va cobrir el 1480, cosa que li va atorgar el nom de pont Cobert. Al segle xvi, el seu mal estat va precipitar la decisió de substituir-lo i el 1541 el rei Francesc I va decidir la construcció d'un nou pont. El pont Nou es va completar el 1632 i el pont de la Daurada, que aleshores se'l coneixia amb el nom de pont Vell, va ser abandonat poc després, quan el 1639 unes de noves inundacions el van destruir. Les ruïnes del pont van anar desapareixent gradualment al llarg del segle xviii fins que només en va quedar el primer arc del pont, al costat de l'antic hospital de Sant Jaume.

## Història

### Orígens

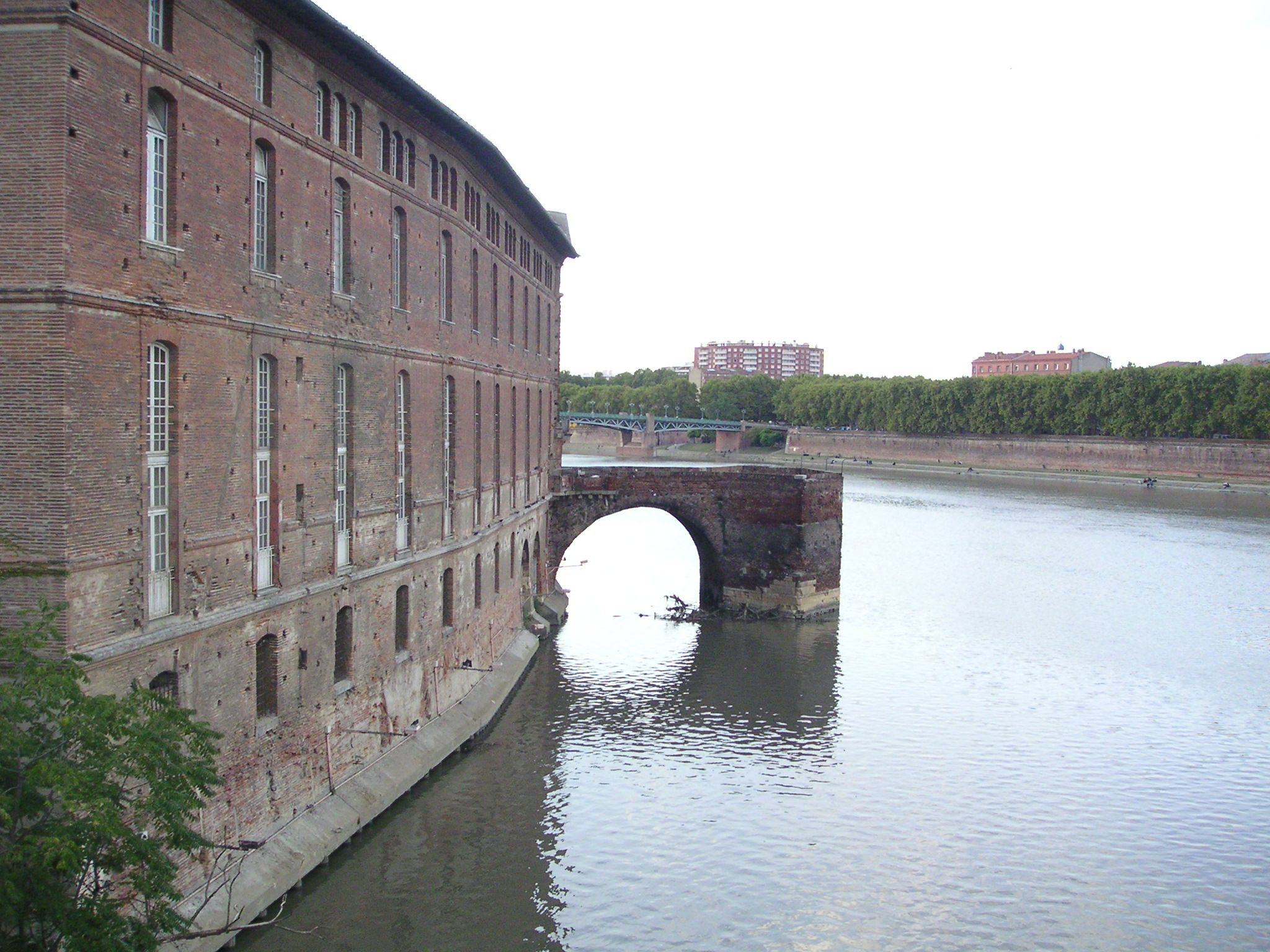
Uniques restes supervivents del pont de la Daurada avui.

A principis del segle xii, només hi havia un sol pont a Tolosa que creués la Garona que es recolzava sobre les ruïnes de l'aqüeducte gal·loromà. Durant la primera meitat del segle, entre 1130 i 1141, el comte de Tolosa, Alfons Jordà, va donar permís al prior del monestir benedictí de la Daurada i als habitants de la ciutat per construir un pont entre l'hospital de Santa Maria de Sant Çubran (actual hospital de Sant Jaume) i el port de Vivièrs (actual port de la Daurada). No tenim detalls de la seva construcció, només sabem que es va acabar abans del 1180.

El pont de la Daurada es va construir al punt més estret del riu. Al marge esquerre, el pont descansava a l'hospital de Santa Maria i al marge dret s'obria davant de l'església de la Daurada (angle actual del Moll de la Daurada). Estava completament construït amb maçoneria de maó i pedra i tenia nou piles espaiats regularment. Al costat del burg de Sant Çubran, per sobre de la primera pila, s'hi va erigir una torre fortificada que servia de porta i protegia el pont. Els capítols de la ciutat van prohibir la construcció de cases al pont, i només van permetre-hi l'establiment de vuit botigues amb paraments de fusta (badòrcas en occità), a les dues entrades del pont i a quatre esperons de pila, sobre les quals es cobraven unes taxes.

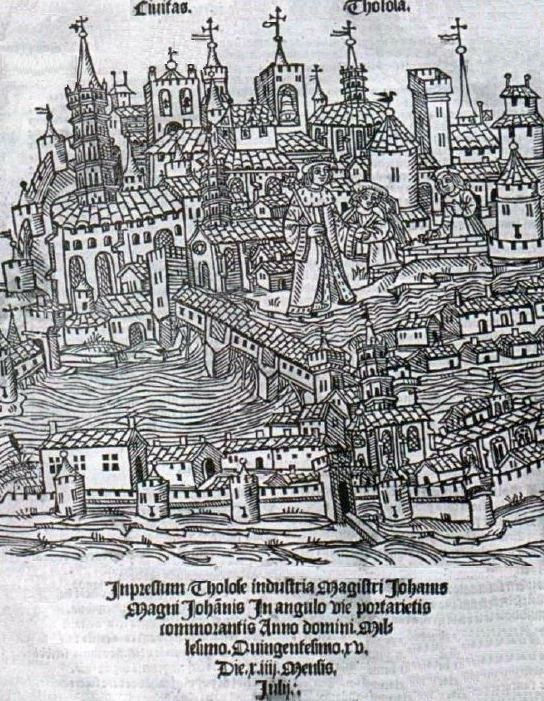
El pont cobert de la Daurada en una imatge de principis del ('Gesta Tolosanorum', Nicolas Bertrand, Archives municipales).

### Reconstruccions i cobertura del pont
El pont suposava una forta càrrega per a les finances municipals, perquè s'havia de reparar, almenys en part, després de cada gran inundació. A principis del segle xiii, aquestes riuades es van endur diversos arcs. Sabem que el pont va caure en part el 1258, el 1397 i el 1413. El 1436, els capítols van fer restaurar el pont i la torre i van esculpir-hi els seus escuts. Finalment a principis del segle xv, els arcs en maçoneria del pont es van reforçar amb bastides recolzades en arcbotants de fusta. El 1480 el pont es va cobrir; els envans laterals de fusta suportaven un sostre de dos vessants amb teules.

### Segle XVI
El 1507, la sisena pila va cedir en una inundació i va resultar impossible reconstruir-la a causa de la força del corrent de la Garona. Les autoritats es van veure obligades a instal·lar una passarel·la de fusta entre la cinquena i la setena pila de 43 metres de llarg. El 1509 es van haver de reconstruir dos arcs, i el 1523 uns altres dos. El 1511, l'escultor Jean Du Boys, conegut com a Mons, va construir un oratori a l'esperó de la cinquena pila, que aleshores va passar a ser conegut com al pilar de la Capella. L'oratori presentava un Crist per un costat i una figura de la Mare de Déu per l'altre. La setena pila, coneguda amb el nom de pilar de la Palèda, va ser reconstruïda el 1526 i el 1540. El 1535, els capítols van fer que Loys Privat construís una segona torre, que servia com a porta, a la darrera pila del costat de la Daurada. Cap al 1564, es va canviar el mètode per muntar les bigues de suport. Els marcs encara es recolzaven mitjançant arcbotants, però per sobre de cada passatge "una clau de fusta sostenia el pont penjant". A partir de llavors, el pont va passar a ser conegut amb el nom de pont Suspès. Al voltant de 1574, la segona pila es va ensorrar per un costat, d'on va obtenir el sobrenom de pilar Inclinat.

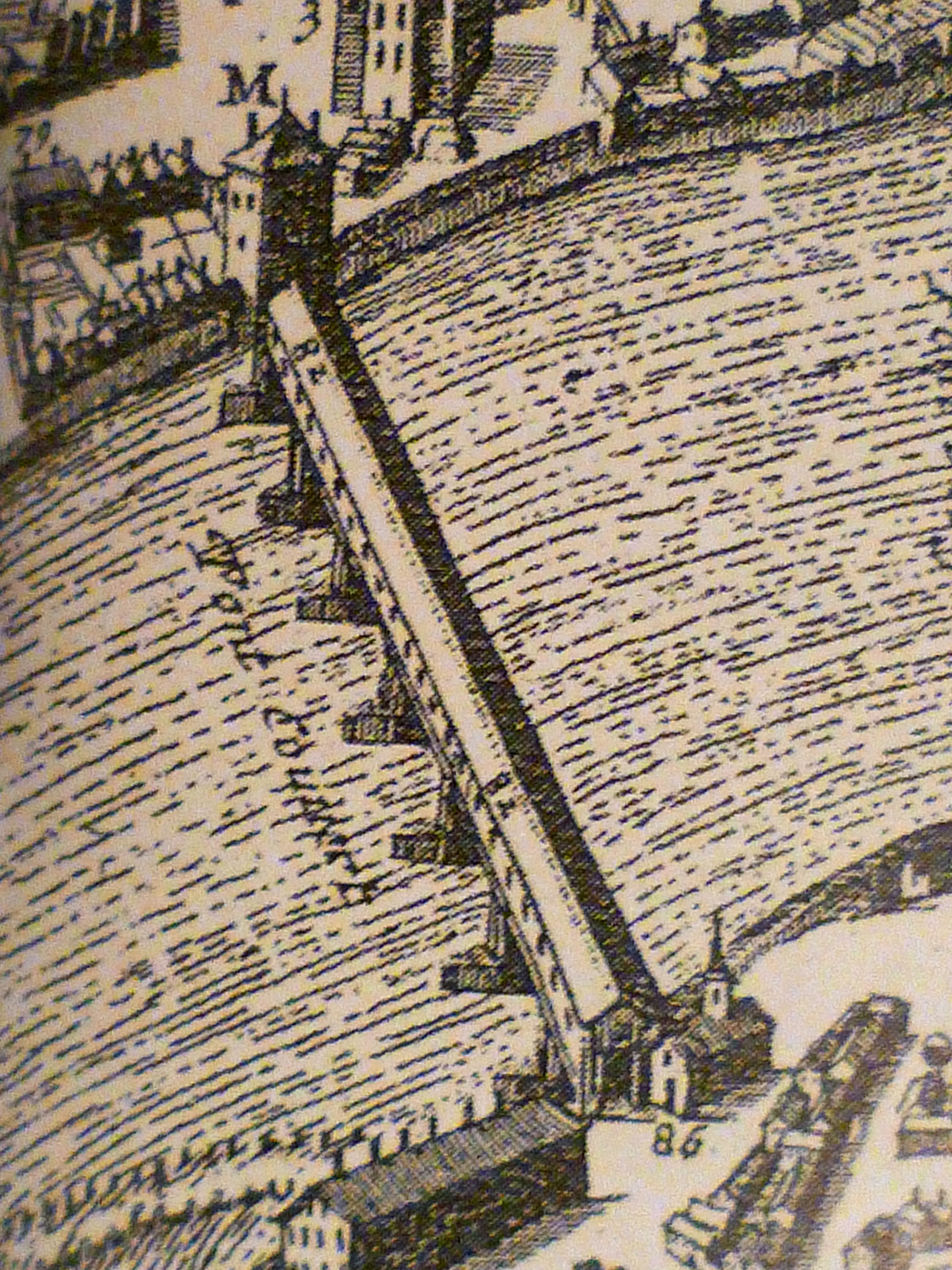
El pont de la Daurada en una il·lustració de 1631, del mapa de Melchior Tavernier. El número 86 correspon a l'Hospital de Sant Jaume.

### Segles XVII i XVIII: el desmantellament
El pont va haver de ser reparat novament el 1613, cap al 1633 i el 1635, i de nou el 1636. Entre 1637-1638, una nova inundació va eliminar el primer pas del costat de Sant Çubran i no es va trobar cap tauler prou llarg per a restaurar-lo. Com s'acabava de finalitzar la construcció del Pont Nou, es va ordenar l'enderroc del pont de la Daurada el 1639, tot i que el que es va acabar fent va ser eliminar els bastidors. El 1658, els capítos van ordenar l'enderroc del pilar Inclinat i van utilitzar-ne els materials per a la reconstrucció de l'edifici del mercat de peix, situat entre la plaça del Pont Nou i la baixada del Mercat de Peix (davalada del Mercat peissonièr - descente de la Halle-aux-Poissons).
El 1686, la torre i la porta del costat de la Daurada van ser desmuntades pedra per pedra i reconstruïdes al Capitoli de Tolosa. El 1718 es van posar a la venda el que restava de les pilastres, però no hi va haver compradors. Amb el temps, es van anar traient les pedres que podien ser utilitzades per a altres construccions. El 1734 només que dava dempeus un sol arc situat al costat de l'hospital de Sant Joan. Aleshores el director de l'hospital va ser autoritzat per enderrocar-ne la torre, per a fer de la plataforma un passeig per als malalts.

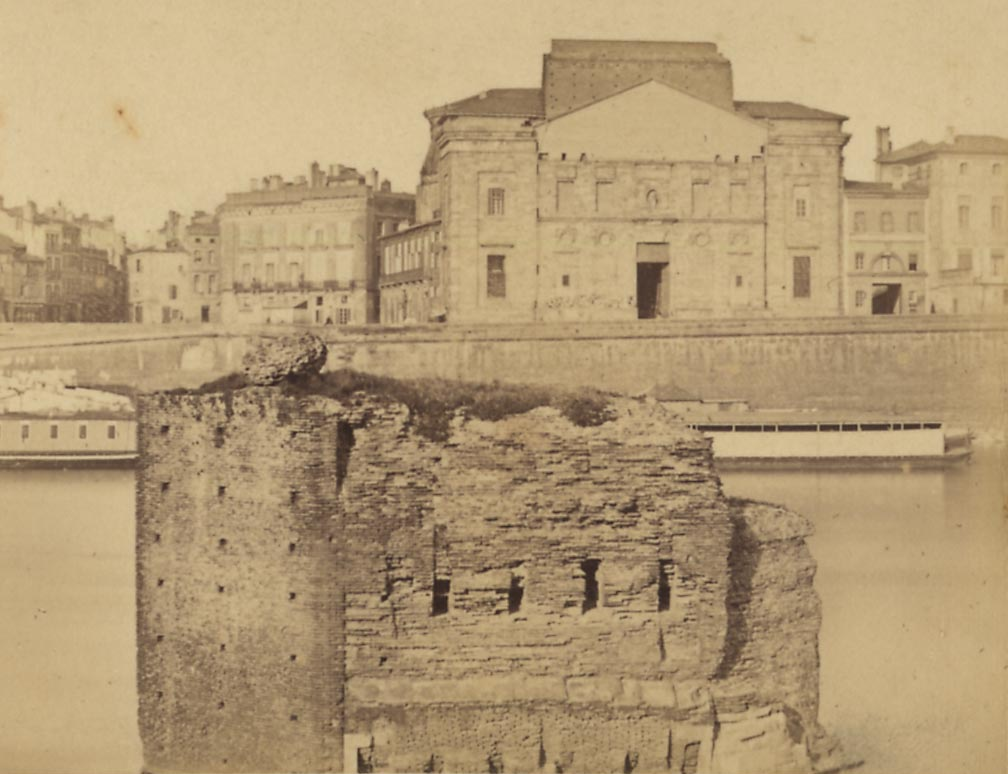
Vestigis del pilar de la Capella en una fotografia de 1869.

### Segles XIX i XX: la fi de les restes

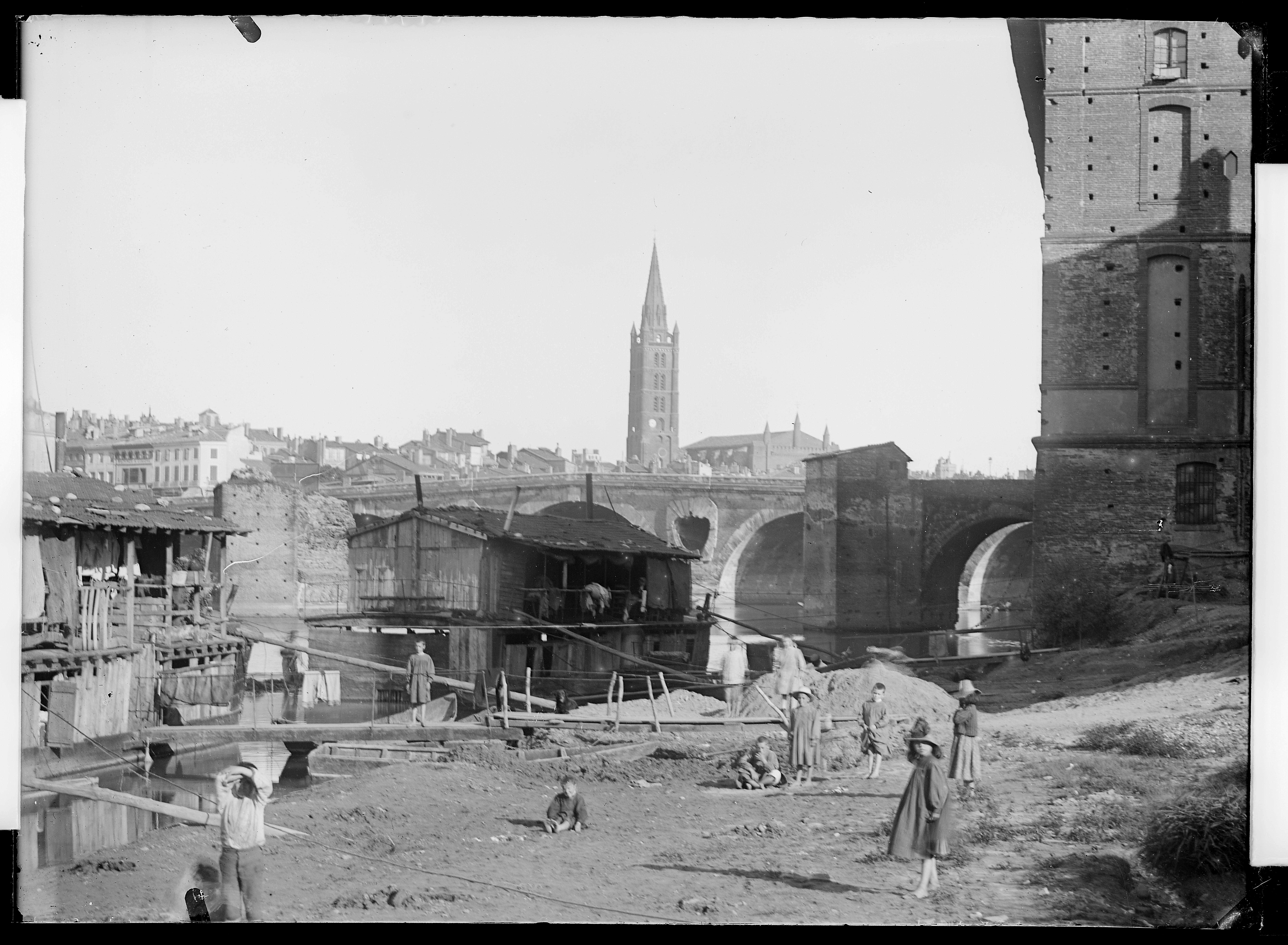
Restes del pont des de la riba esquerra de la Garona, al costat de l'Hospital de Sant Jaume. Imatge de la segona meitat del.

Durant les inundacions de 1875, les ruïnes de l'última pila que quedava al mig del riu, el pilar de la Capella, van cedir en gran part. El 1949 es va decidir alliberar al riu completament de les ruïnes dels diversos ponts que havia tingut Tolosa i es van dinamitar les restes del pilar de la Capella.

## Protecció
El 1932 les restes del pont de la Daurada van ser un dels primers llocs classificats de Tolosa. Va ser en el marc d'una protecció que englobava també al veí Pont Nou i les façanes de la Garona de l'Hospital de Sant Jaume i l'Hospital de la Grava. El 1943 es va estendre la protecció al conjunt de la riba del riu dins de la ciutat de Tolosa.
Entre 1986 i 1988 la comissió de monuments històrics es va interessar pels vestigis del pont de la Daurada. L'INRAP també hi va realitzar excavacions durant aquest període. Les restes del pont es van registrar a l'inventari suplementari de monuments històrics el 1986, tret de la primera pila del costat de Sant Çubran, la de l'Hospital de Sant Jaume, classificada el 1988. El 1998, les restes del pont de la Daurada va entrar en el catàleg del Patrimoni Mundial, com a lloc integrant dels Camins de Sant Jaume a França.